# (26349) 1998 XR94
1998 أكس أر 94 (ويعرف أيضًا باسم (26349) 1998 أكس أر 94 وفق تسمية الكوكب الصغير) (بالإنجليزية: 1998 XR94)‏ هو كويكب ضمن حزام الكويكبات؛ وترتيبه 26349 من حيث الاكتشاف.
اكتُشف هذا الجُرم الفلكي بواسطة بحث لنكولن عن الكويكبات القريبة من الأرض في 15 ديسمبر 1998.

## وصلات خارجية
- (26349) 1998 XR94 في قاعدة بيانات مختبر الدفع النفاث لأجرام النظام الشمسي الصغيرة

- الاكتشاف · مخطط المدار ·  العناصر المدارية · المعلمات المادية

- (26349) 1998 XR94 على موقع ويكي سكاي: DSS2, SDSS, GALEX, IRAS, Hydrogen α, X-Ray, Astrophoto, Sky Map, Articles and images